# Атлас Землі
«Атлас Землі» — це ілюстрована книга Карен Вінн Фонстад, яка представляє точку зору картографа на вигаданий світ, відомий як «Земля» з серії фентезійних романів Стівена Р. Дональдсона «Хроніки Томаса Ковенанта».
У цій книзі Фонстад надає детальну картографію разом із анотованими описами для кожної карти. Деякі з великих масштабованих карт також описують подорожі у романах різних персонажів та їхніх супутників. На деяких із цих карт Фонстад також заходить так далеко, що детально описує місця табору, тривалість подорожі, фази місяця та навіть сонічня цикли.
Розділ «Примітки» класифікує карти за місцезнаходженням/темою, а також містить покажчик назв місць. У розділі «Вибрані джерела» детально описано романи Дональдсона, особисті інтерв'ю та кілька науково-дослідницьких книжок (і картографічного обладнання Університету Вісконсіна–Ошкошського факультету географії), які використовувалися для створення лінійних карт (чорний, сірий, білий та іржа).
У книзі також є детальні малюнки хатин, будівель, дерев, печер і кораблів.